# 伯尼根

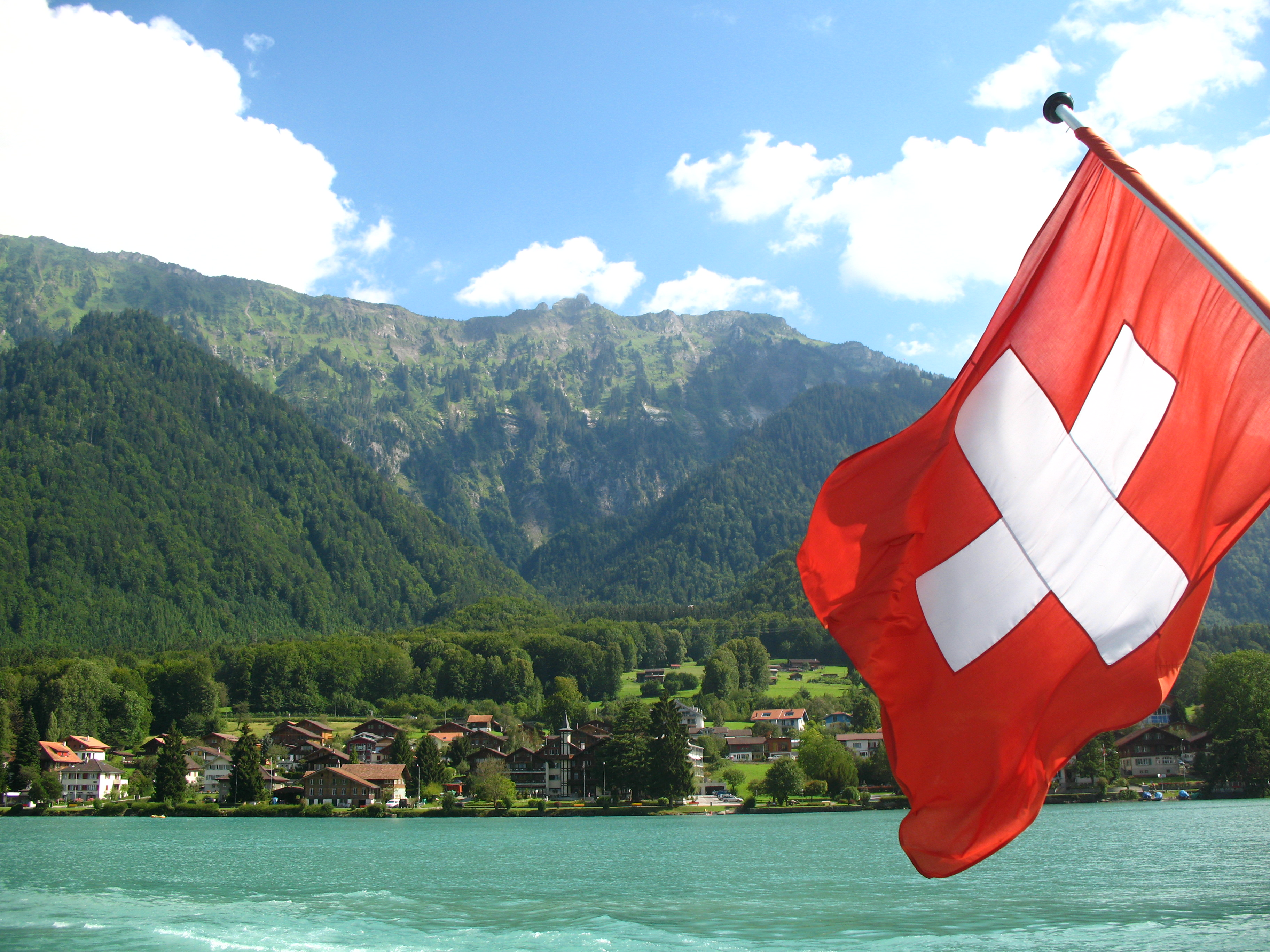

伯尼根是瑞士的城鎮，位於該國中部，由伯恩州負責管轄，面積15.12平方公里，海拔高度568米，2011年人口2,446，七成半人口信奉基督教，人口密度每平方公里162人。

## 外部連結
- www.boening.ch （德文） Official site